# Beny Jr
Beny Jr, pseudonimo di Mohamed Rifi (Bni Ahmed Gharbia, 12 agosto 1998), è un rapper marocchino naturalizzato spagnolo.

## Biografia
Mohamed Rifi è nato a Bni Ahmed Gharbia, in Marocco, e si è successivamente trasferito nella città spagnola di L'Hospitalet de Llobregat. Dopo aver abbandonato la scuola al secondo anno delle superiori ed aver avuto problemi con la giustizia spagnola, a 17 anni si trasferisce a Londra con i suoi fratelli, dove viene però imprigionato per due mesi. Tornato in Spagna dopo il rilascio, viene nuovamente arrestato: questa volta resta in carcere per un periodo di tempo più lungo.

## Carriera
Beny Jr decide di intraprendere una carriera musicale insieme all'amico Morad. Tuttavia, il suo arresto gli impedisce di pubblicare musica fino a metà del 2019, quando escono i suoi primi singoli: #Freepeke con Morad, Maleante e Muévelo Así.
Il 23 luglio 2020 pubblica il suo primo album in studio, intitolato Trap and Love. Il progetto è composto da 11 tracce, e contiene le collaborazioni di Morad e Taylor James. Il 30 dicembre dello stesso anno è la volta del secondo album, 3O, dal quale vengono estratti i singoli No miento, Fvrdxs e Bobby. Il 25 giugno 2021 pubblica Samurái, album realizzato in collaborazione con il produttore El Guincho, che riscuote un notevole successo. Uno dei brani contenuti nel disco, Combo la L, si piazza nella top-10 dei brani più ascoltati in Spagna per 30 settimane consecutive.. Il 24 novembre esce il secondo progetto dell'anno, 50/50, questa volta in collaborazione con il produttore uruguaiano Steve Lean. Poco più di un mese dopo, il 30 dicembre 2021, Beny Jr pubblica un nuovo album, intitolato El precio del dinero, contenente 12 tracce.
Nel 2022 Beny Jr partecipa al singolo Eurovision, che riunisce alcuni dei maggiori esponenti del genere a livello europeo: sulla traccia vi sono infatti insieme a lui Central Cee, A2 Anti, Rondodasosa, Baby Gang, Morad, Ashe 22 e Freeze Corleone. Successivamente collabora con Bad Gyal per la realizzazione del brano Flow 2000 - remix, che raggiunge il primo posto nelle classifiche spagnole e sudamericane. Il 31 marzo 2022 Beny Jr e Morad pubblicano un EP collaborativo dal titolo Capítulo 1, contenente il brano Sigue, che ottiene successo, anche negli anni seguenti, in tutta Europa, entrando nelle classifiche di vari paesi come il Portogallo, la Svizzera, la Francia e l'Italia. Alla fine del 2022 Beny Jr si posiziona al settimo posto tra gli artisti spagnoli più ascoltati in Spagna su Spotify.
Il 14 febbraio 2023 pubblica :( un EP di due tracce con videoclip girati in Francia. Nel giugno dello stesso anno collabora con il rapper argentino Trueno nel singolo Dubai. Il 30 dicembre 2023 Beny Jr pubblica il suo quarto album da solista, La soledad aburre pero no traiciona, che non presenta collaborazioni con altri artisti. Diversi brani estratti dall'album entrano nelle tendenze di YouTube in Spagna. Nel febbraio 2024 esce a sorpresa il suo nuovo album, Anti Social Cool Kid, composto da 13 tracce.

## Stile musicale
La musica di Beny Jr spazia principalmente tra i generi drill, trap e afrotrap, puntando anche su sonorità che rimandano alle sue origini marocchine.

## Discografia

### Album in studio
- 2020 – Trap and Love
- 2020 – 3O
- 2021 – Samurái (con El Guincho)
- 2021 – 50/50 (con Steve Lean)
- 2021 – El precio del dinero
- 2023 – La soledad aburre pero no traiciona
- 2024 – Anti Social Cool Kid
- 2024 – Hopefully Im Doing Well
- 2024 – Champions Street League
- 2025 – LowFlyer

### EP
- 2022 – Capítulo 1
- 2023 – :(